# کوره آجرپزی سنتی

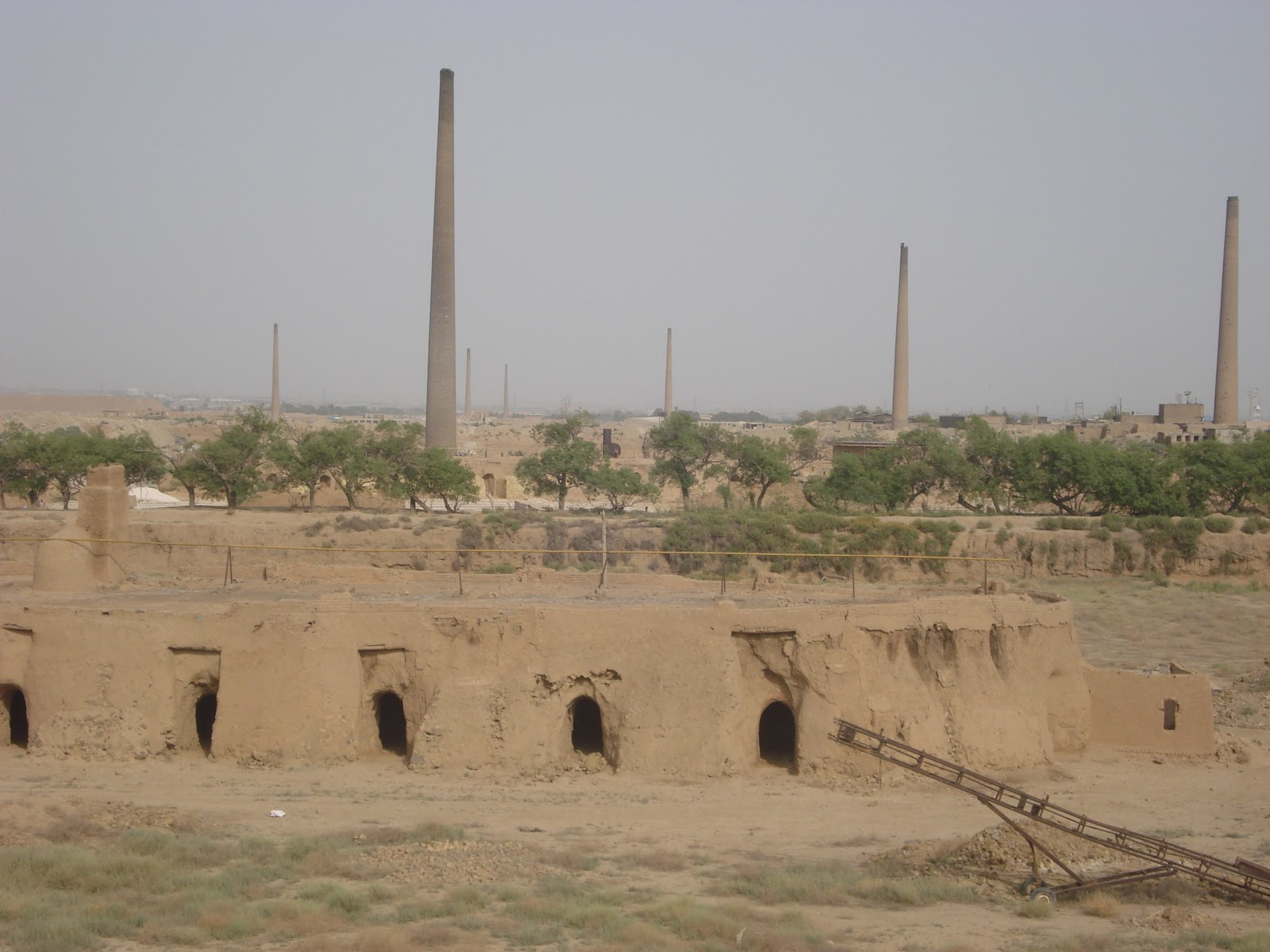
BrickTehran

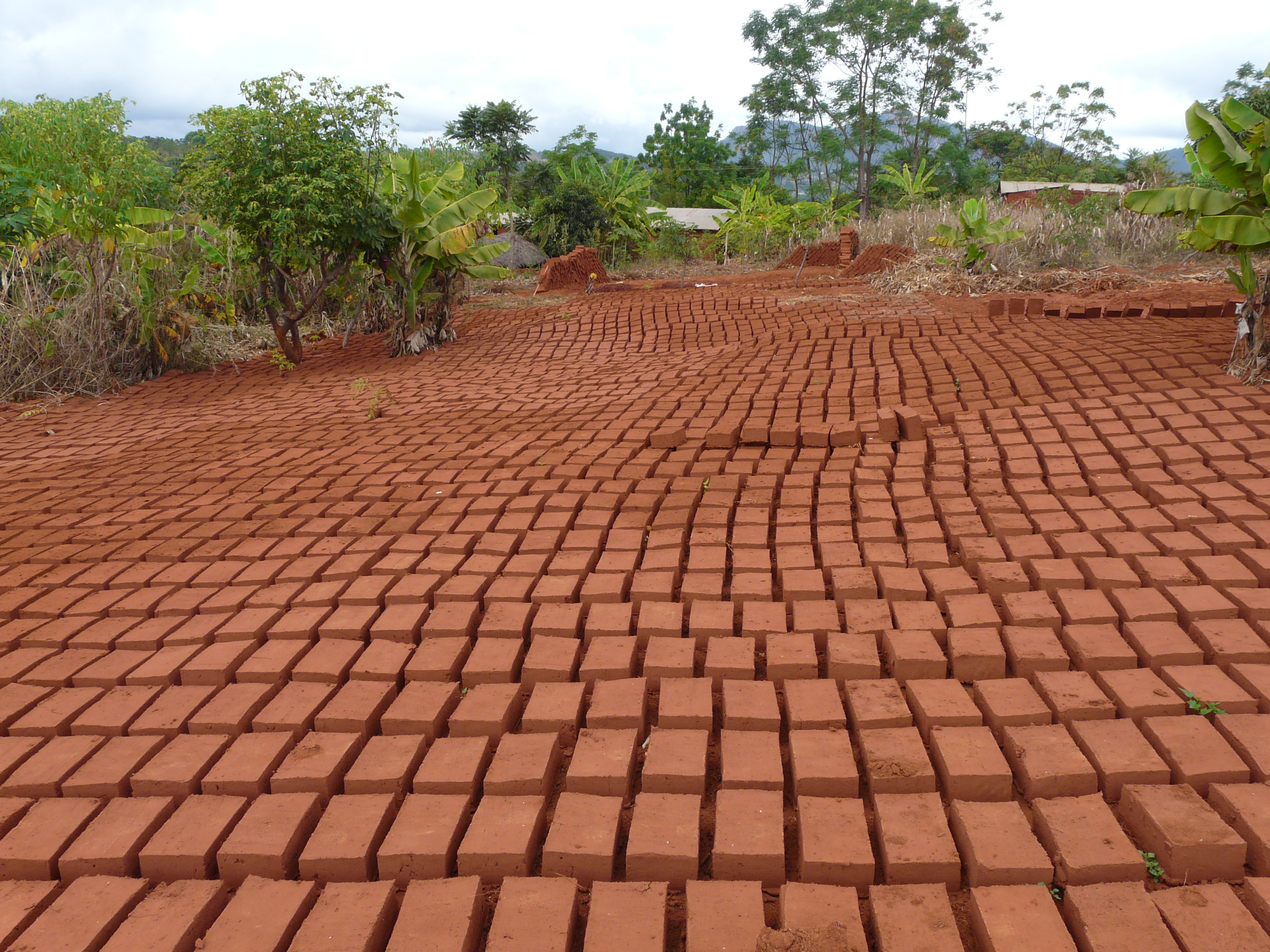
Bricks set out to dry

کوره آجرپزی سنتی یا آجرپزی کوره‌ای یا دستی یا فشاری در ایران کاربرد کهنی دارد. آجر دستی یا سنتی، آجر یا خشت گلی است که از ابتدا و مرحله تهیه خاک و گل تا مرحله قالب‌گیری و پخت در کوره همه کارها با دست و ابزار دستی تهیه می‌شود.

## تاریخچه
دست‌کم ۵۰۰۰ سال است که آجر ساخته شده از خاک رس به کار می‌رود. گویا اول بار، آن را برای ساختن شهرهایی در بین‌النهرین و دره سند در پاکستان به کار بردند.

کوره‌های آجرپزی در سراسر ایران وجود دارد؛ اما بیشترین کوره‌های آجر دستی در دویست سال گذشته همواره در اطراف تهران بوده است. ابتدا در میدان شوش، سپس جاده ری، هاشم‌آباد و شاتر و اکنون بیشتر در پاکدشت ورامین و محمودآباد تهران اما مناطق معروف دیگر ایران برای تولید و صادرات انبوه آجر اصفهان، اهواز، یزد و گناباد و آبیک قزوین است.

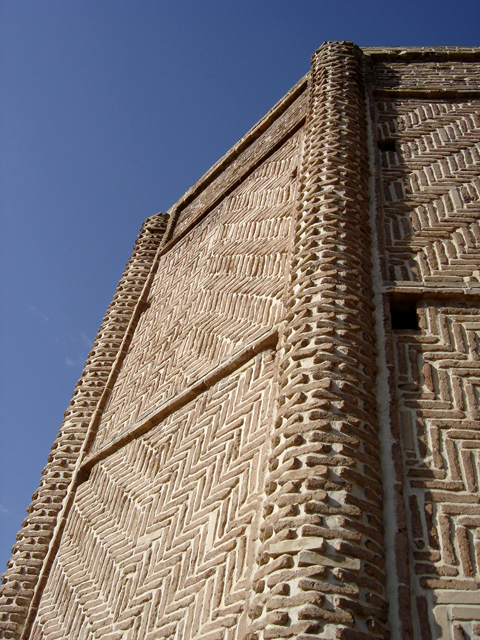
آجرکاری از برج شبلی در ایران، مربوط به قرن دوازدهم

## نگاهی به سابقه و پیشینه
معروف‌ترین بناهای آجری باستانی ایران طاق کسری است. آجر دستی (فشاری) هفت هزار سال است که در ساخت کاخ‌ها، عبادتگاه‌ها، مدرسه‌ها، مسجدها و دیگر ساختمان‌ها به کار می‌رود. در ایران اما امروزه از این صنعت دستی هزاران ساله به جز نقاطی مانند حوالی میدان شوش، جاده ری قدیم و هاشم‌آباد در اطراف تهران هیچ اثری به‌جای نمانده است؛ اما در محمودآباد هنوز تعداد ۳۰ میل دودکش آجری از کوره‌های آجر دستی که طول بعضی از آن‌ها تا ۳۰ متر می‌رسد و از سال ۱۳۵۶ برای همیشه خاموش شده‌اند هنوز پابرجا است. در اوایل جنگ ایران و عراق هواپیماهای عراق چندباره به‌جای پالایشگاه تهران این دودکش‌های عظیم آجری را هدف قرار دادند. قبل از برقی شدن این کوره‌ها میله‌های آجری مرتفع کار تهویه و دودکش را انجام می‌دادند. تهران با ساختمان‌های قدیمی و آثار تاریخی خود هم هویتی سنتی وهم بسیار مدرن دارد؛ شمس‌العماره و دارالفنون، کاخ‌موزه‌ها، مسجدهای تاریخی، ساختمان‌های آجری منطقه حسن‌آباد و سی تیر، سردر باغ ملی، موزه پست و تلگراف، ساختمان بانک صادرات، ساختمان‌های آجری سبک ساسانی هخامنشی موزه ایران باستان و وزارت خارجه، ساختمان ثبت و اسناد، مدارس قدیمی، گنبد چهارسوق بازار بزرگ، بازارچه‌ها، کاروان‌سراها و ساختمان بسیاری از خانه‌ها و مغازه‌ها در بخش‌های قدیمی شهر تهران زیبایی و هویت سنتی خود را مدیون همین آجرها هستند.[۳] به‌طورکلی استفاده از آجر در طول تاریخ ایران بسیار گسترده بوده و بناهای بی‌شماری اعم از آتشکده، مسجد و ساختمان‌های مسکونی به‌وسیله آجر در ایران ساخته شده‌اند. در حال حاضر باتوجه‌به بالارفتن تراکم جمعیت و ساخت بناهای چندین طبقه استفاده از آجر در اسکلت این نوع ساختمان‌ها مقدور نیست و از اسکلت‌های فلزی یا بتنی استفاده می‌شود؛ ولی از آجر برای نماسازی استفاده می‌شود یا در قسمتی از سالن و سایر فضاها آجر را به طور نمایان بکار می‌برند.[۳] آجر از قدیمی‌ترین مصالح ساختمانی است که قدمت آن بنا به عقیده برخی از باستان‌شناسان به ده‌هزار سال پیش می‌رسد. در ایران بقایای کوره‌های سفال‌پزی و آجرپزی در شوش و تپه سیلک کاشان که تاریخ آن‌ها به هزاره چهارم پیش از میلاد می‌رسد پیدا شده است. همچنین نشانه‌هایی از تولید و مصرف آجر در هندوستان به‌دست‌آمده که حاکی از سابقه شش‌هزارساله آجر در آن کشور است. فن استفاده از آجر از آسیا غربی به‌سوی غرب مصر و سپس به روم و به سمت شرق هندوستان و چین رفته است در سده چهارم اروپایی‌ها شروع به استفاده از آجر کردند؛ ولی پس از مدتی از رونق افتاده و رواج مجدد از سده ۱۲ میلادی بوده که ابتدا از ایتالیا شروع شد. در ایران باستان ساختمان‌های بزرگ و زیبایی بنا شده‌اند که پاره‌ای از آن‌ها هنوز پابرجا هستند. نظیر طاق کسری در غرب ایران قدیم، آرامگاه شاه اسماعیل سامانی در گنبدکاووس و مسجد اصفهان را که با آجر ساخته‌اند همچنین پل‌ها و سدهای قدیمی مانند پل‌دختر سد کبار در قم از جمله بناهای قدیمی هستند.

### معایب و چالش‌های کوره‌های آجرپزی سنتی
کوره‌های آجرپزی سنتی به دلیل فرآیند ساده و مواد اولیه بومی که در دسترس هستند، همواره مورد توجه صنعتگران و تولیدکنندگان آجر بوده‌اند. اما در کنار مزایای بسیاری که دارند، این کوره‌ها معایبی نیز دارند که در دنیای مدرن امروز می‌تواند تولیدکنندگان را با چالش‌های جدی مواجه کند. 

#### مشکلات مربوط به قیمت گاز و قطعی گاز
قیمت گاز طبیعی در سال‌های اخیر به دلیل عوامل مختلفی از جمله نوسانات بازار جهانی انرژی، تحریم‌ها، تغییرات اقتصادی، و سیاست‌های داخلی و بین‌المللی، با افزایش‌های چشمگیری در ایران مواجه شده است. این افزایش قیمت، تاثیر مستقیم و قابل توجهی بر هزینه‌های تولید آجر در کوره‌های سنتی و صنعتی دارد. قطعی‌های مکرر گاز در مناطق مختلف و ورامین تهران مشکلات فراوانی را برای کارخانه های آجرپزی ایجاد کرده است. این قطعی‌ها در فصل زمستان بیشتر است.
در کوره‌های آجرپزی قطعی گاز می‌تواند باعث توقف کامل تولید شود. این توقف‌ها نه تنها باعث از دست رفتن زمان و کاهش بهره‌وری می‌شود، بلکه هزینه‌های اضافی مانند استهلاک تجهیزات و افزایش مصرف انرژی برای بازگرداندن کوره به دمای مناسب را نیز به همراه دارد. در نتیجه، قطعی‌های مکرر گاز می‌تواند ضربه‌های جدی به تولیدکنندگان وارد کند و حتی در برخی موارد باعث توقف فعالیت برخی از واحدهای تولیدی شود.

#### نیاز به نیروی انسانی بیشتر
یکی از اصلی‌ترین معایب کوره‌های سنتی، نیاز بالای آن‌ها به نیروی انسانی است. فرآیند تولید آجر در این کوره‌ها بسیار دستی و زمان‌بر است. از آماده‌سازی خاک و ساخت خشت گرفته تا چینش آجرها در کوره و کنترل دما، همه مراحل نیازمند حضور و فعالیت نیروی انسانی ماهر و کارآزموده است. این نیاز به نیروی انسانی بیشتر، می‌تواند باعث افزایش هزینه‌های تولید شود و همچنین بهره‌وری را کاهش دهد.

## انواع آجرها
1. آجرهای رسی شامل: آجر معمولی، آجر نما و آجر مهندسی
2. آجرقزاقی
3. آجرسنتی
4. آجر نسوز
5. آجر ماسه‌ای
6. آجر بتنی
7. آجرهای مخصوص

## انواع آجر در ایران قدیم
در ایران هر جا سنگ کم بوده و خاک خوب هم در دسترس بوده‌است آجرپزی و مصرف آجر معمول شده‌است اندازه آجر ایلامی حدود ۱۰×۳۸×۳۸ سانتی متر بوده پختن و مصرف آجر در زمان ساسانیان گسترش یافته و در ساختمان‌های بزرگ مانند آتشکده‌ها به کار رفته‌است اندازه آجر این دوره حدود ۴۴×۴۴×۷تا ۸ بوده‌است و بعدهای آن ۲۰×۲۰×۳ تا۴ سانتی‌متر کاهش یافت.
در فرش کردن کف ساختمان از آجر بزرگتری به نام آجر کف یا آجر ختائی به ابعاد ۴×۲۰×۲۰ سانتی‌متر یا بزرگتر از آن به نام نظامی در ابعاد ۴۰×۴×۵ سانتی‌متر استفاده می‌شده‌است. برای کف و پشت بام یا نمای دیواره‌های گلی استفاده می‌شده‌است.

## مراحل ساخت آجر
1. تهیه خاک مناسب خاک خالی از هرگونه شن
2. آماده‌سازی گل با لگد مال کردن و زیر و رو کردن آن با بیل برای مدتی تا به خوبی حالت چسبندگی پیدا کند
3. قالب‌گیری گل توسط قالب گیر
4. بلند کردن آجر های گلی  که همیشه این کار رابه  دلیل  آسان بودن توسط کودکان انجام میشد
5. بردن آجرها به داخل کوره توسط چرخش کش و چیدن آن
6. با پر شدن ظرفیت کوره آجر هارا  دردمای ۹۵۰درجه قرار می‌دهند تا خوب پخته و سخت شود
7. درآخرین مرحله با خاموش شدن کوره ،دوباره توسط فرد چرخ کش آن را به بیرون آورده وبه فروش می‌رسد

## انواع کوره‌های آجر پزی
پس از خشک شدن خشت‌ها را در کوره می‌چینند طرز چیدن آن‌ها طوری است که بین آن‌ها فاصله وجود دارد تا گازهای داغ و شعله بتواند از لای آن‌ها عبور کند کوره‌های آجرپزی سه نوع هستند:

### کوره تنوره‌ای هوفمان
از نوع کوره‌هایی است که در آن حرارت متغیر بوده و آجرها ثابت هستند. هر کوره هوفمان دارای تعدادی حجره یا اتاق بهم پیوسته‌است که دور تا دور کوره قرار گرفته‌اند و به آن‌ها هب «قمیر» گفته می‌شود. محصول این کوره از لحاظ کیفیت و هزینه تولید، مناسب می‌باشد.
کوره ی چاهی
این کوره‌ها در زمین حفر شده و خشت‌ها به صورت هِره و با رعایت فضای خالی روی هم چیده می‌شوند و پس ا زاینکه اندود کاهگل را بر سر کوره می‌کشیدند؛ از ناحیهٔ زیر کوره، سوخت به کوره داده می‌شد. این کوره‌ها امروزه منسوخ شده‌اند.

### کورهٔ تونلی
از نوع کوره‌های است با آتش ثابت، که خشت‌ها توسط واگن‌های متحرک، به داخل کوره رانده می‌شوند. محصول این کوره، آجرهای ممتازی هستند که بیشتر برای کارهای تزیینی و نمای ساختمان بکار می‌روند.کوره‌های تونلی از مدرن‌ترین کوره‌های آجرپزی می‌باشند که در آن‌ها سرامیک‌های ممتاز و صنعتی نیز می‌پزند مشخصه‌های آجر خوب باید در برخورد با آجر دیگر صدای زنگ بدهد صدای زنگ نشانه سلامت توپری و مقاومت و کمی میزان جذب آب آن است آجر خوب باید در آتش‌سوزی مقاومت کند و خمیری و آب نشود رنگ آجر خوب باید یکنواخت باشد و همچنین باید یکنواخت و سطح آن بدون حفره باشد سختی آجر باید به اندازه‌ای باشد که با ناخن خط نیفتد.
کوره‌های سنتی ایران
کوره‌های سنتی معمولاً با چوب - زغال‌سنگ و امروزه با نفت سیاه یا گاز آجر را پخته می‌سازند. در کوره‌های سنتی آجر را به صورت فاصله دار دیوار چینی می‌کنند تا آتش از لابلای آن‌ها عبور کند. در این کوره‌ها خشت‌ها بر روی آتش‌خانه، به صورت مخروط ناقص چیده می‌شود و سطح خارجی آن را با گل اندود می‌کنند. در این روش آتش و آجر ثابت هستند و حرارت در قسمت‌های مختلف کوره متغیراست؛ بنابراین کیفیت آجرها متفاوت می‌شود. آجر کف کوره را جوش و آجر راس مخروط را نیم پخته (خام پخته) می‌نامند. نوع سوخت و زمان حرارت دادن در میزان مقاومت آجر اثر دارد. آجرهای زیرین برای اسکلت‌سازی مصرف می‌شود به رنگ سبز هستند. بعد از آجر سبز آجر بهی قرار دارد، که برای دیوار غیر باربر استفاده می‌شود. در انتها آجر نیم پخته‌است، که برای پخت مجدد به کوره برگردانده می‌شود.

## نگارخانه

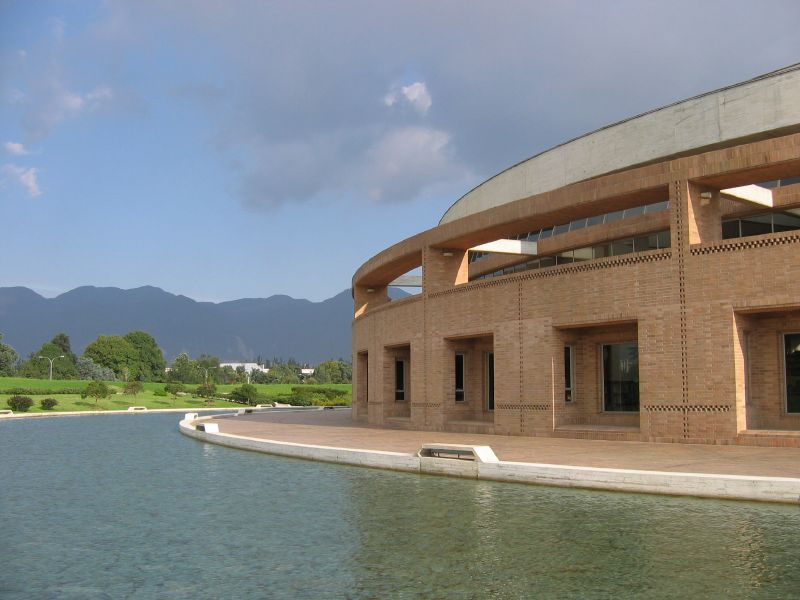
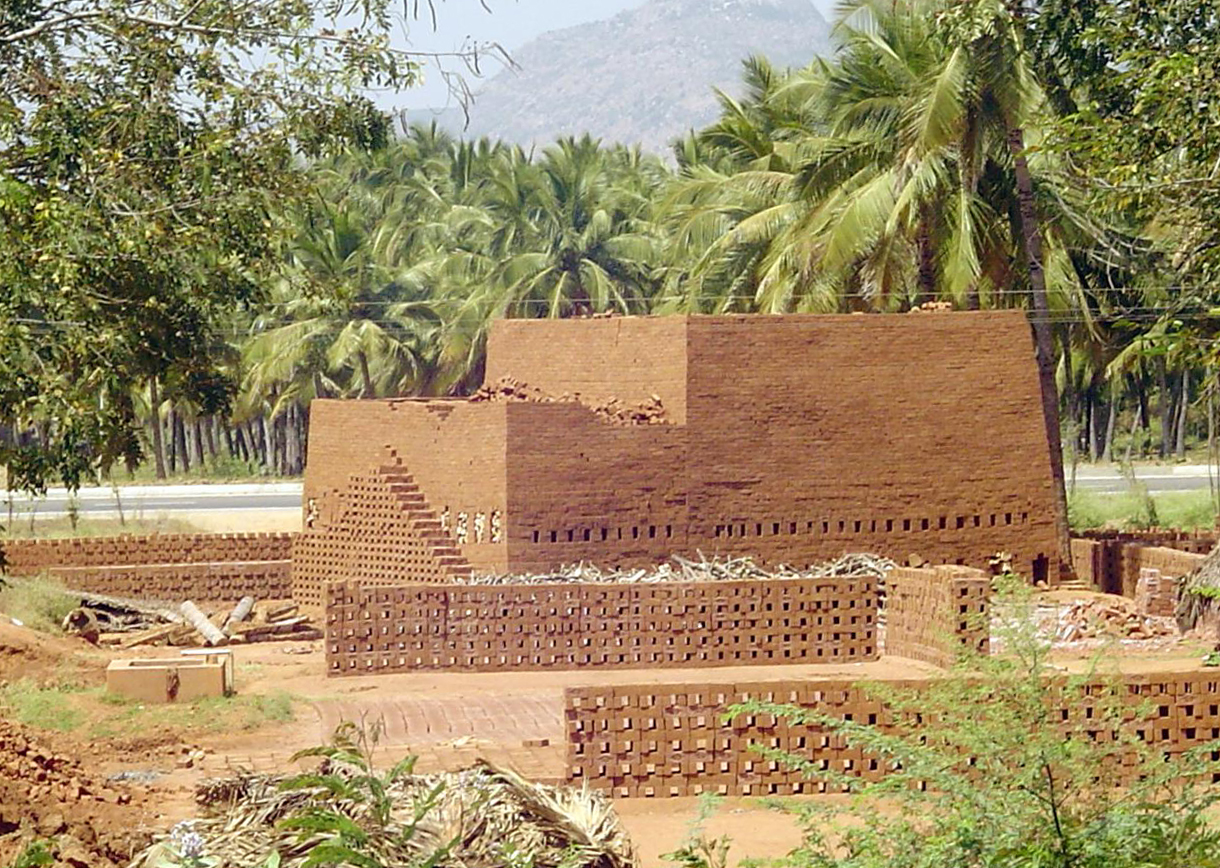
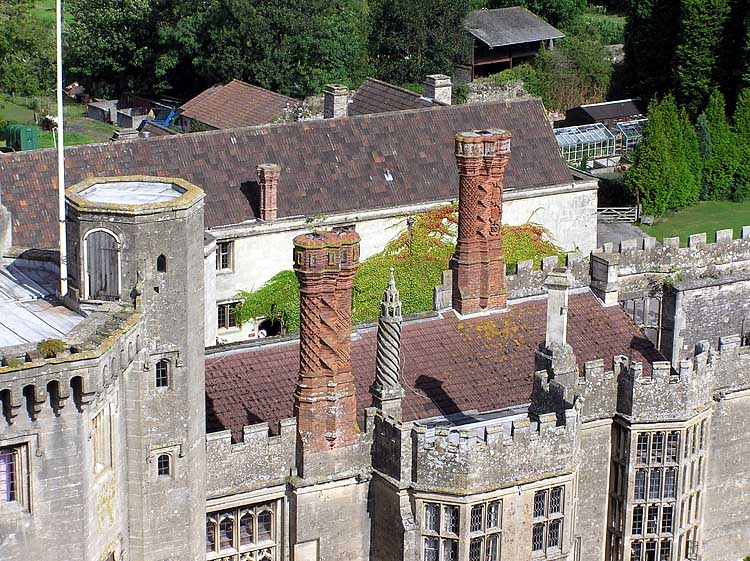
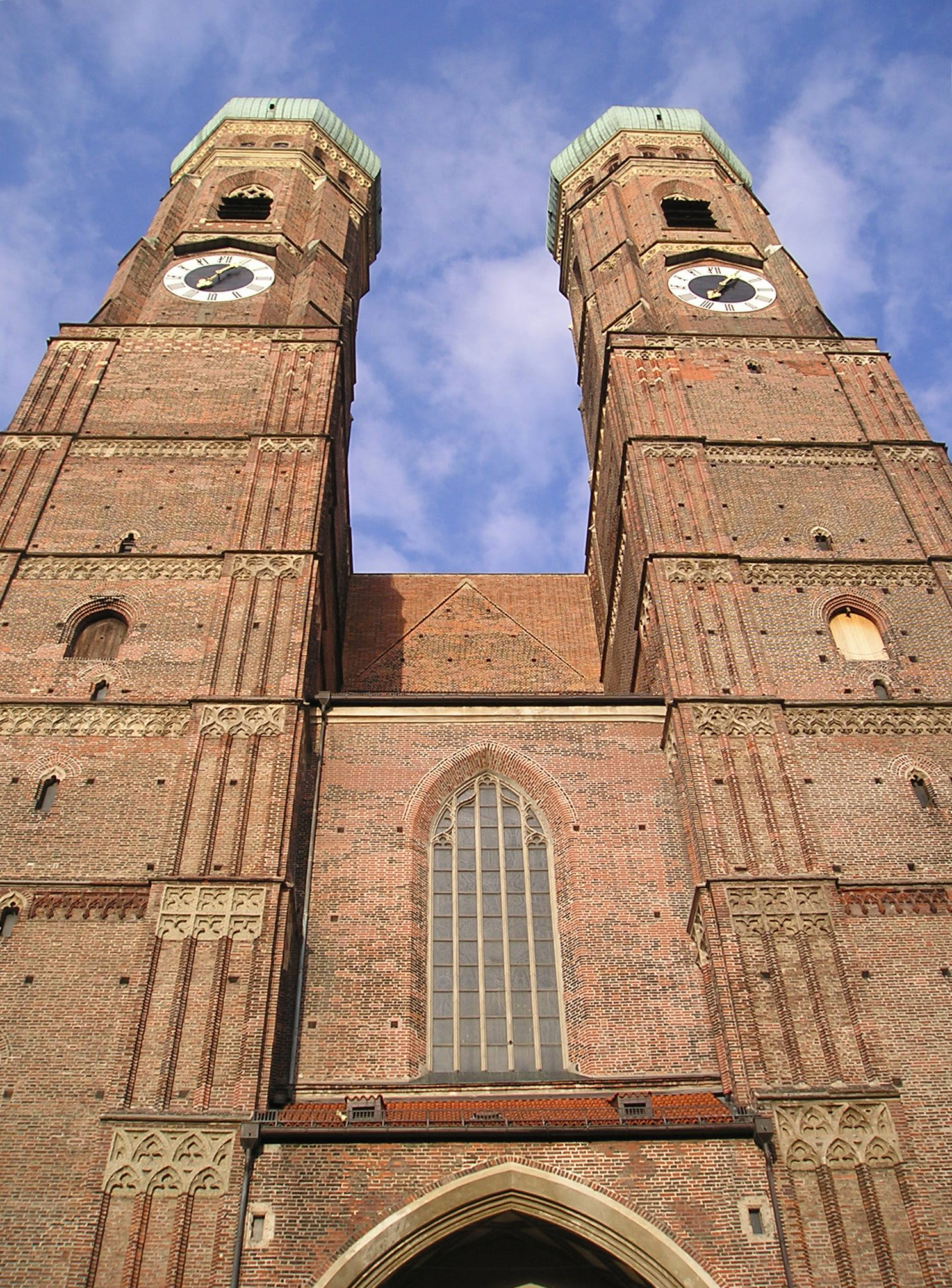
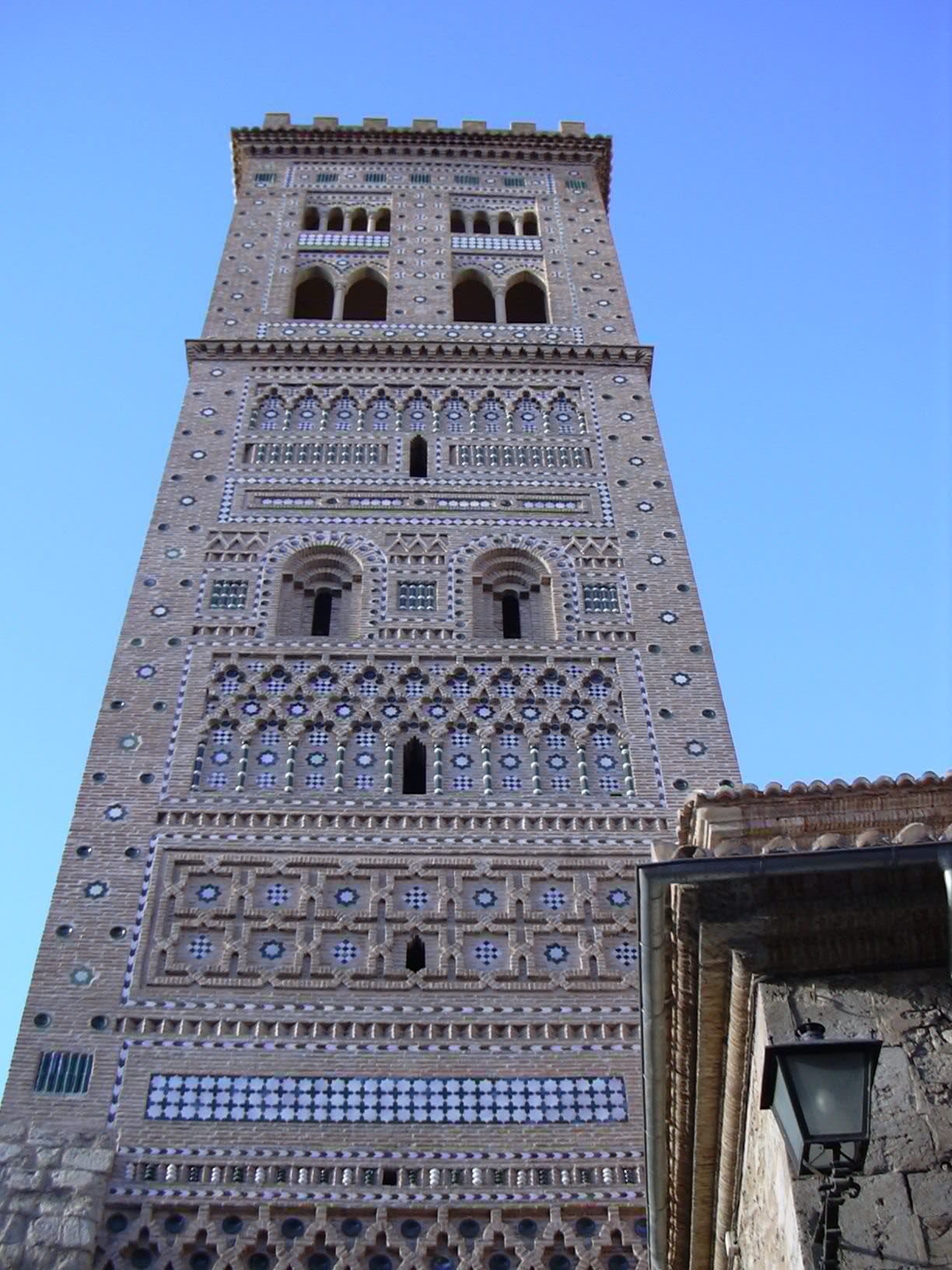
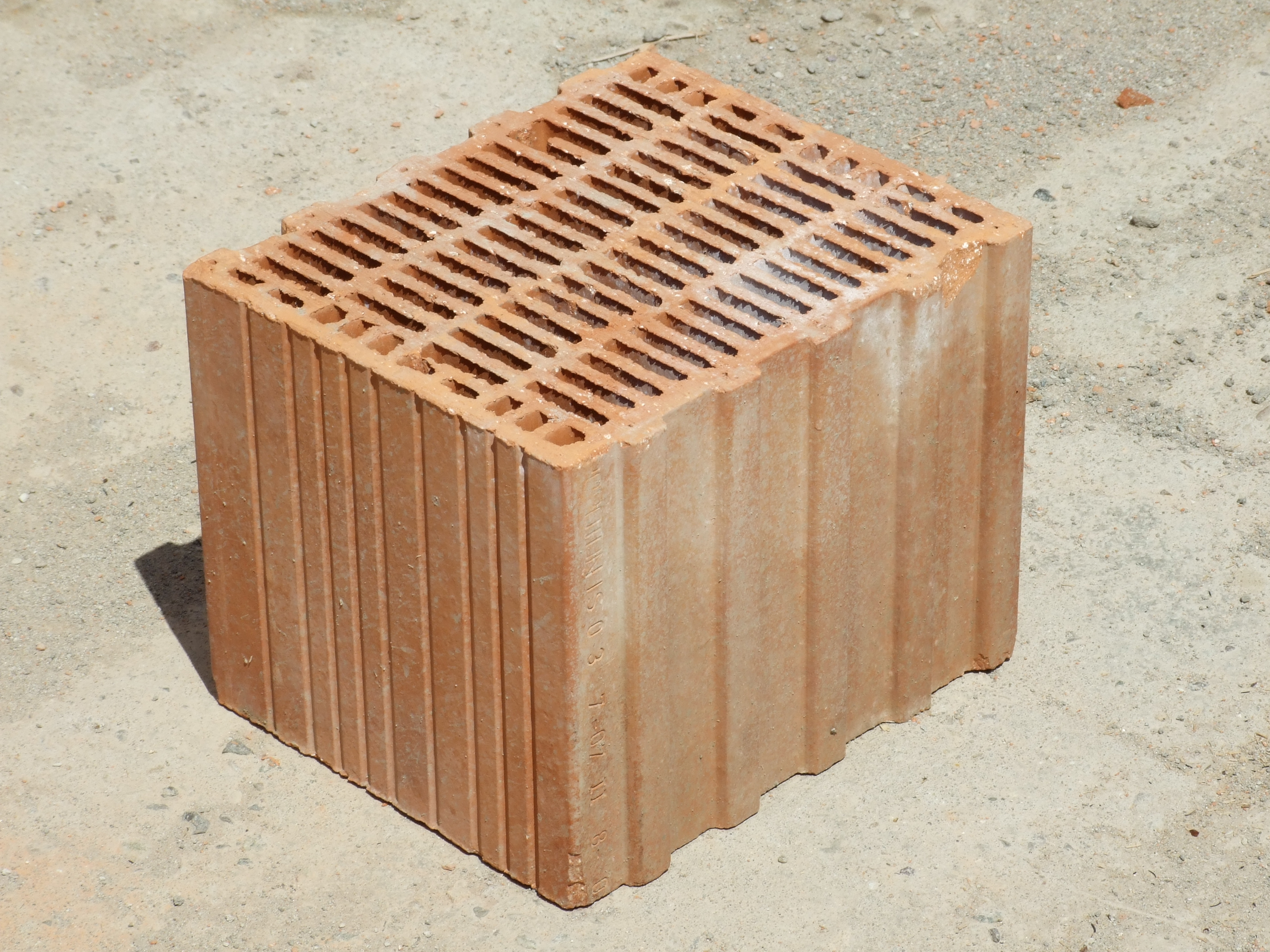
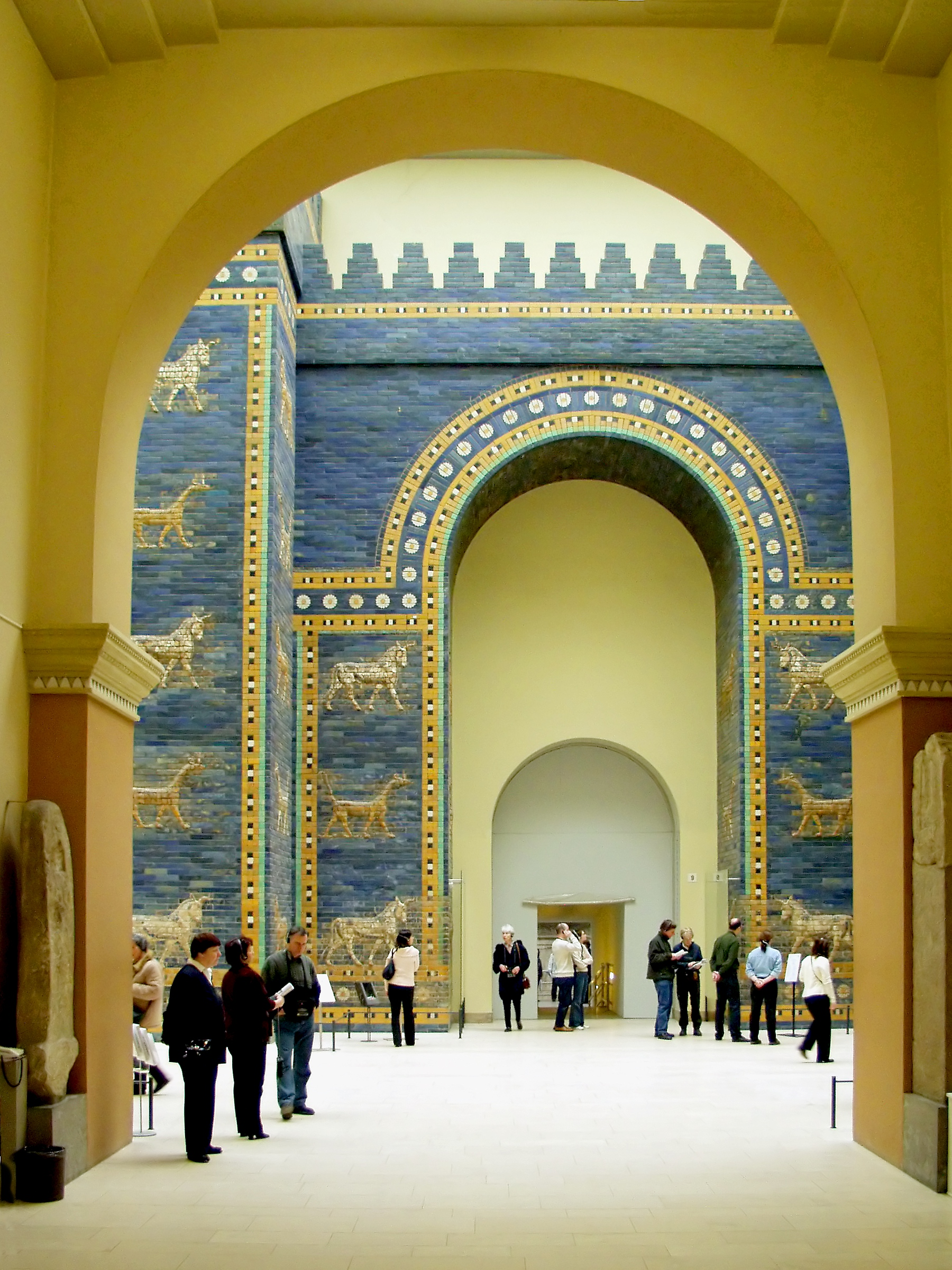
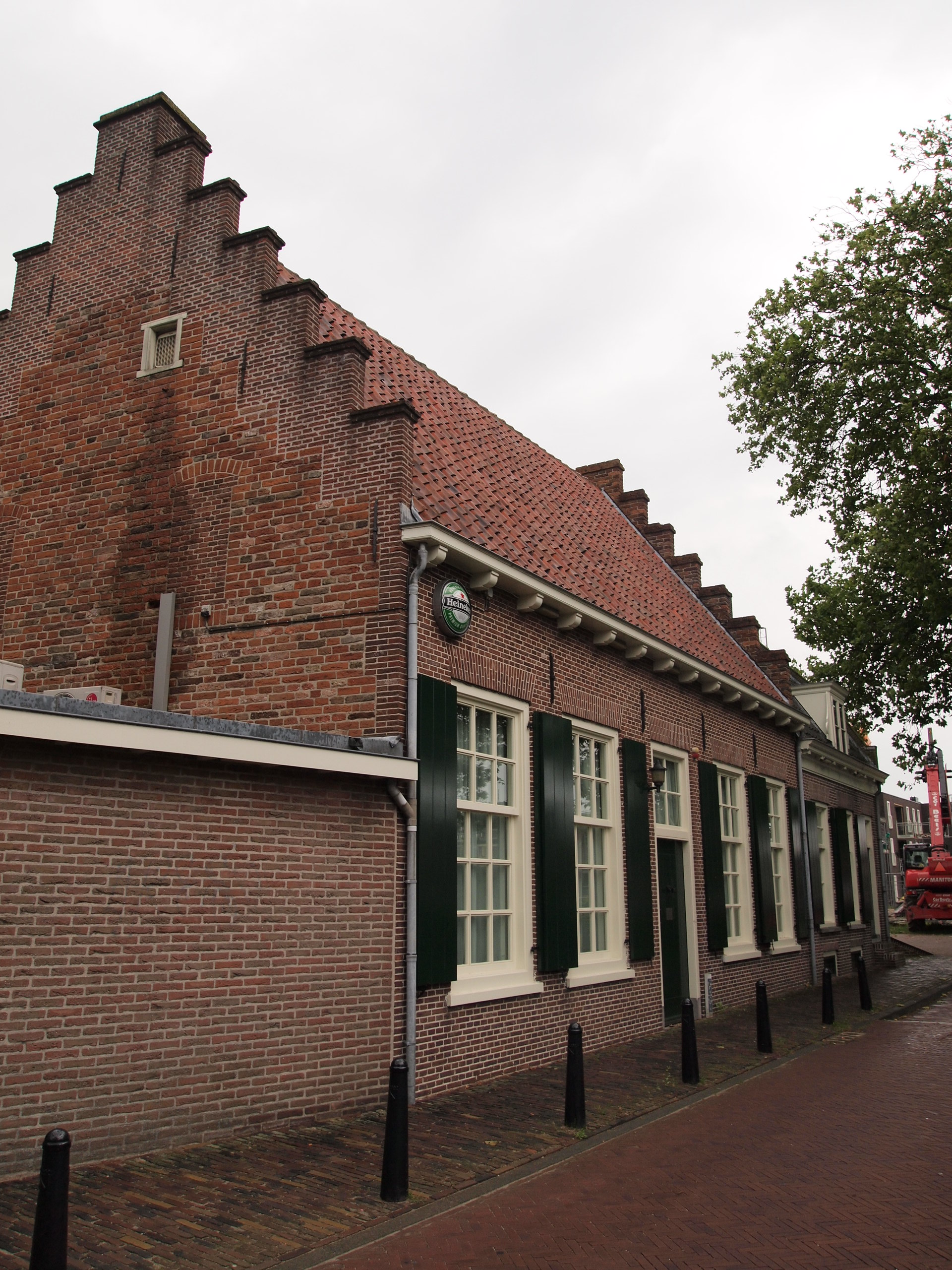
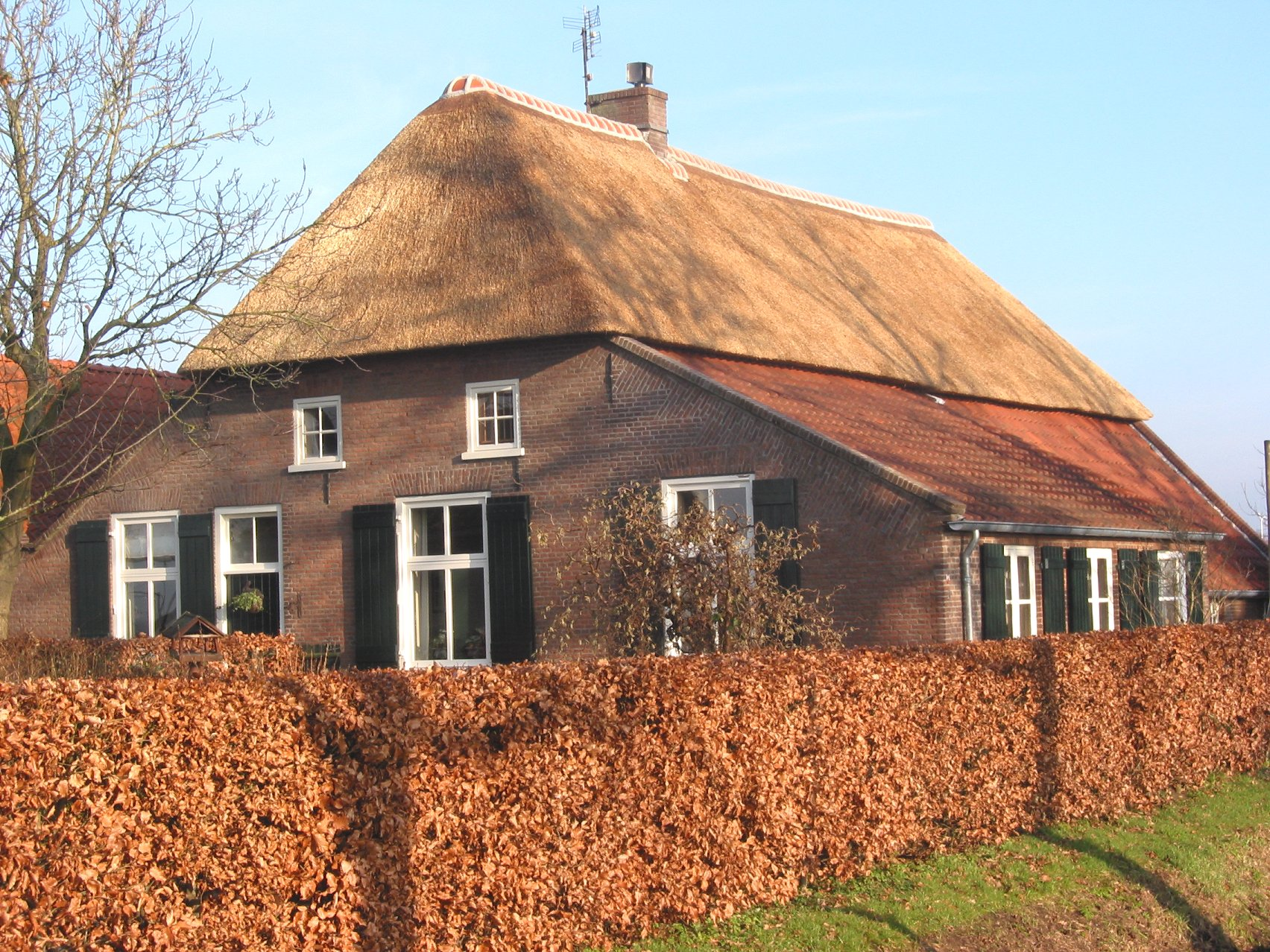
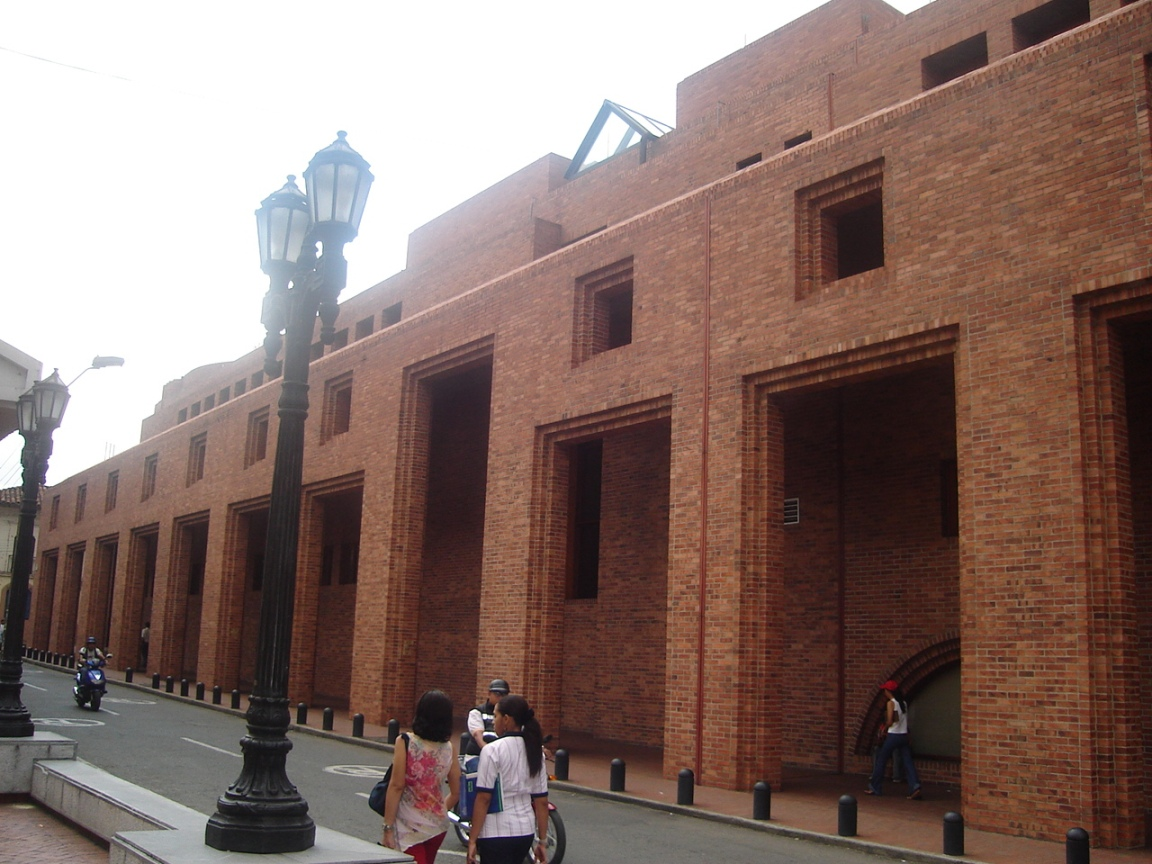
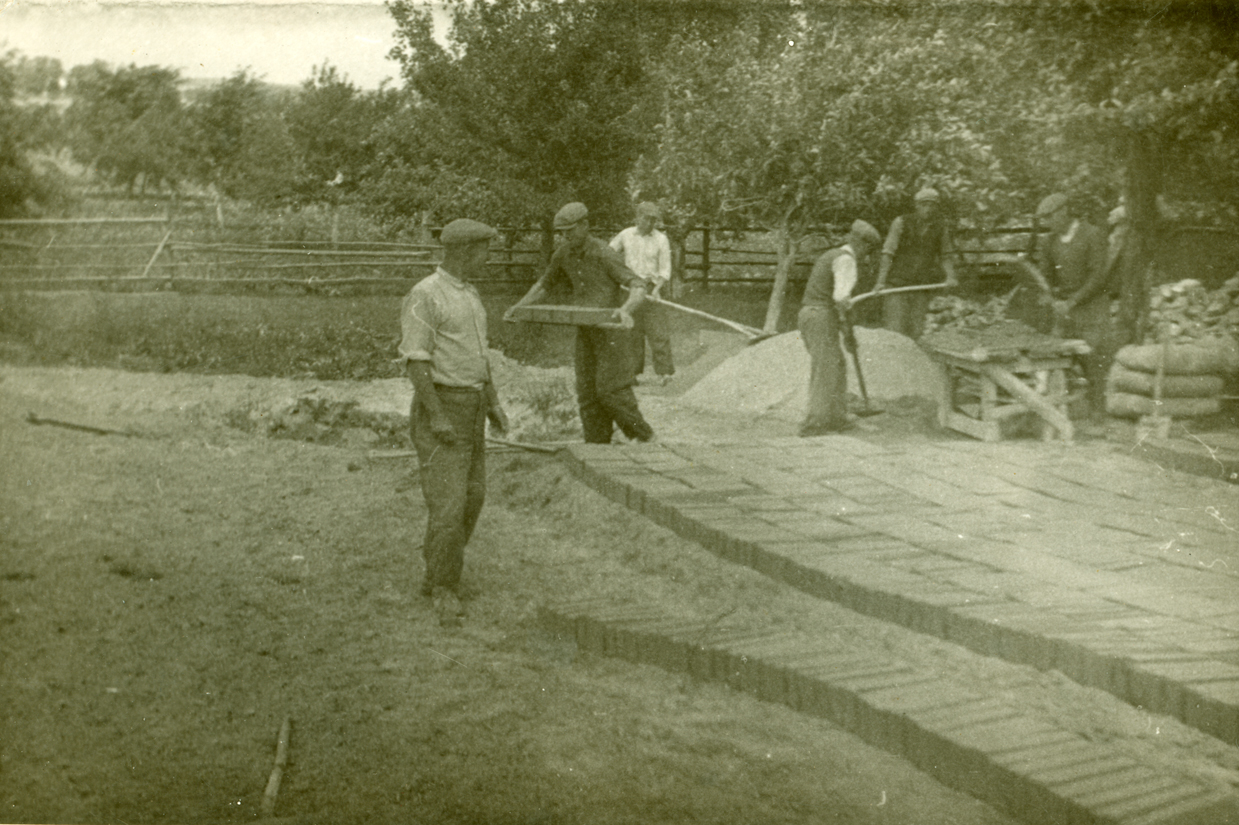
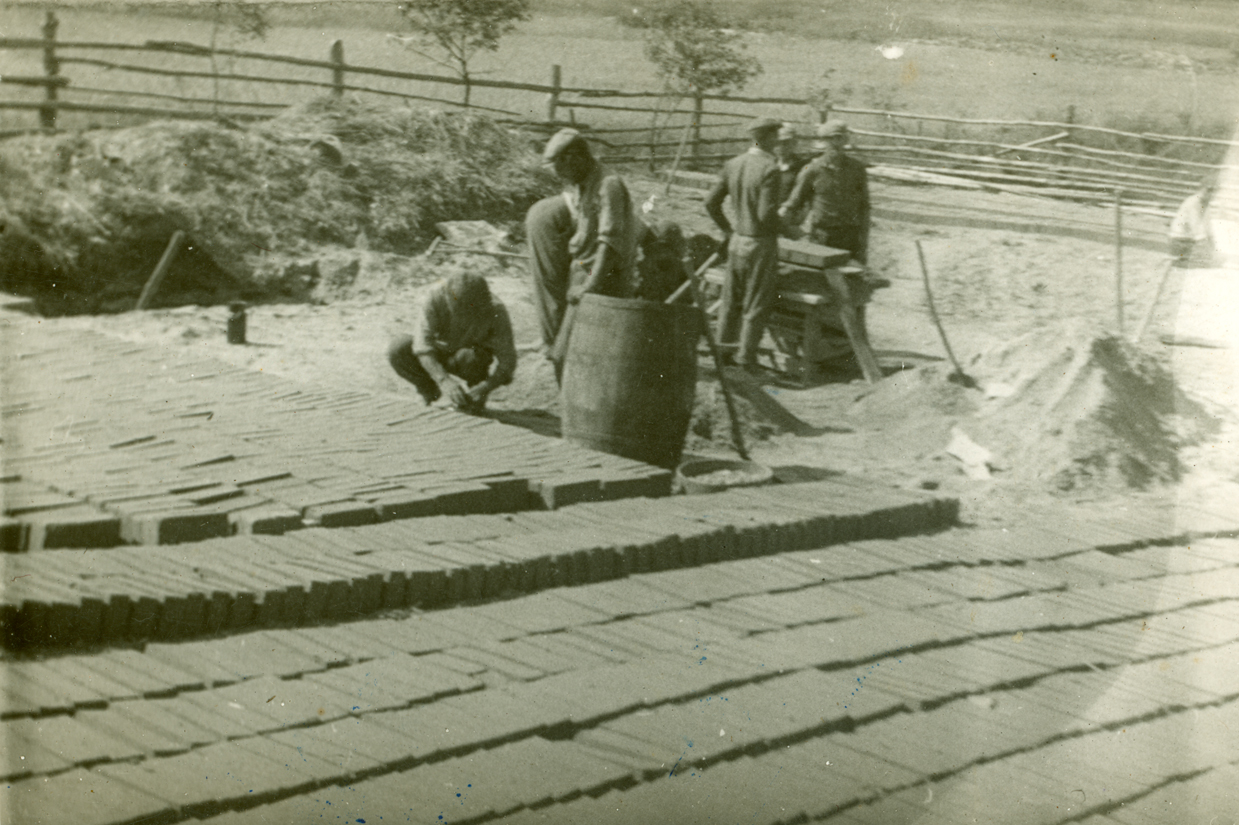
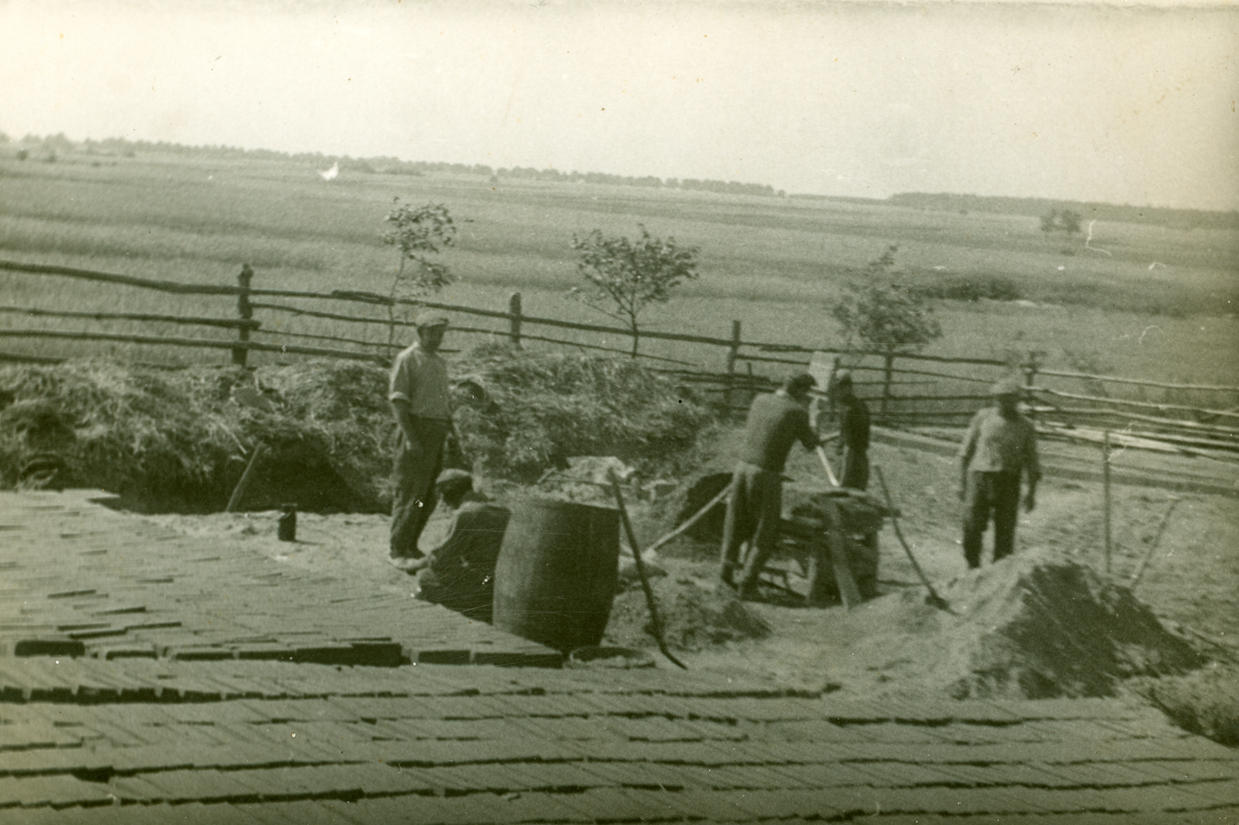